# Tachina interrupta
Tachina interrupta är en tvåvingeart som först beskrevs av Robineau-desvoidy 1863.  Tachina interrupta ingår i släktet Tachina och familjen parasitflugor.
Artens utbredningsområde är Frankrike. Inga underarter finns listade i Catalogue of Life.